# Montefiore Conca

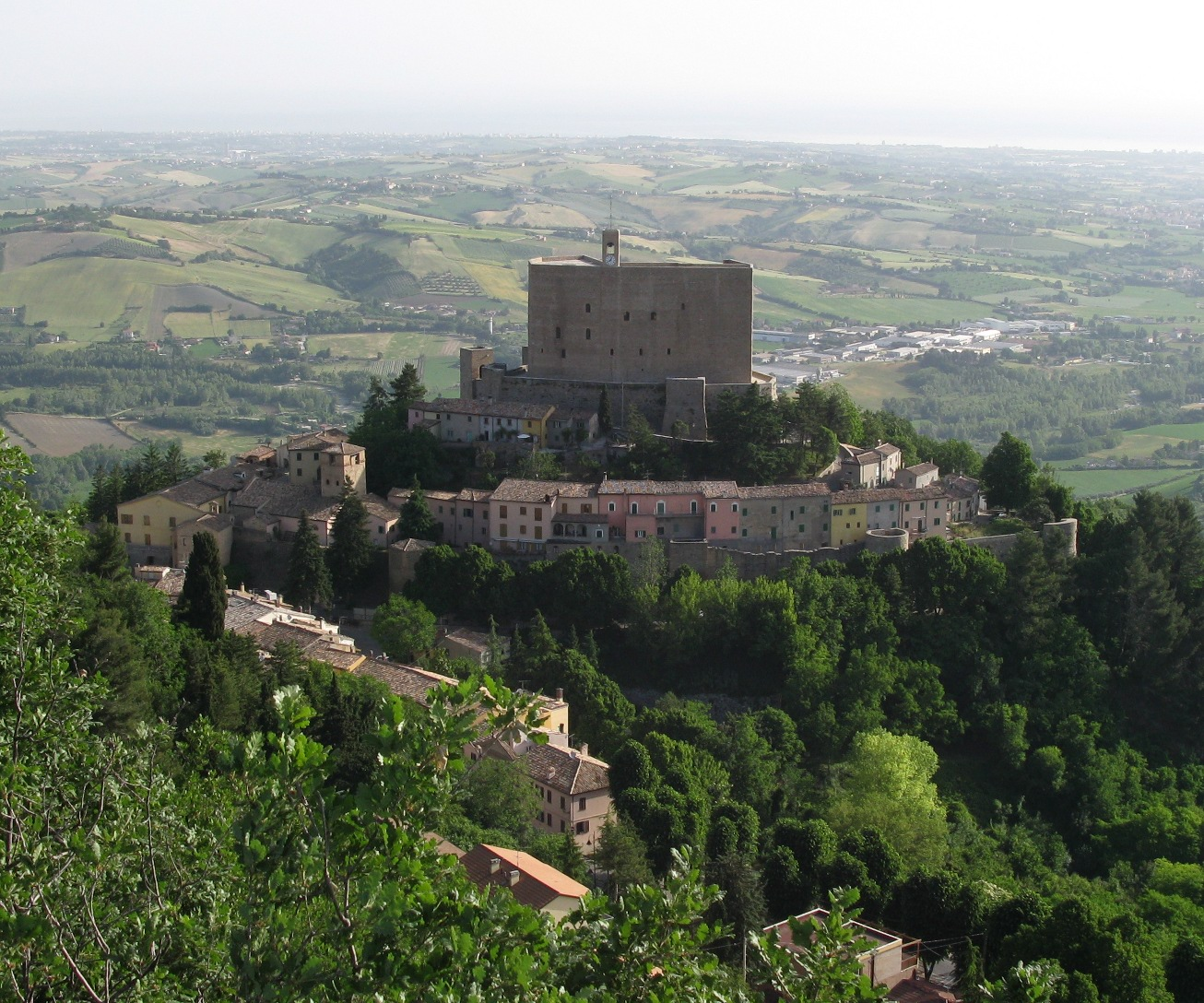
Montefiore Conca mit dem Burgberg

Montefiore Conca ist eine  italienische Gemeinde mit 2313 Einwohnern (Stand 31. Dezember 2023)  in der Provinz Rimini in der Emilia-Romagna.
Die Gemeinde ist Mitglied der Vereinigung I borghi più belli d’Italia (Die schönsten Orte Italiens).
Montefiore Conca liegt etwa 18,5 Kilometer südsüdöstlich von Rimini und grenzt unmittelbar an die Provinz Pesaro und Urbino (Marken).  Der Conca begrenzt die Gemeinde im Norden.

## Geschichte
Die Burg ist vermutlich bereits im 11. Jahrhundert errichtet worden, während die heute zu erkennenden Elemente aus dem 14. Jahrhundert stammen.

## Gemeindepartnerschaften
Montefiore Conca unterhält eine Partnerschaft mit dem London Borough of Hammersmith and Fulham, einem Stadtbezirk der britischen Hauptstadt London.